# Hemiceras indigna
Hemiceras indigna är en fjärilsart som beskrevs av William Schaus 1906. Hemiceras indigna ingår i släktet Hemiceras och familjen tandspinnare. Inga underarter finns listade i Catalogue of Life.